# De Klinge
De Klinge is een dorp in de Belgische provincie Oost-Vlaanderen en een deelgemeente van Sint-Gillis-Waas, het was een zelfstandige gemeente tot aan de gemeentelijke herindeling van 1977. Het dorp grenst aan het Nederlandse Clinge in Zeeuws-Vlaanderen.

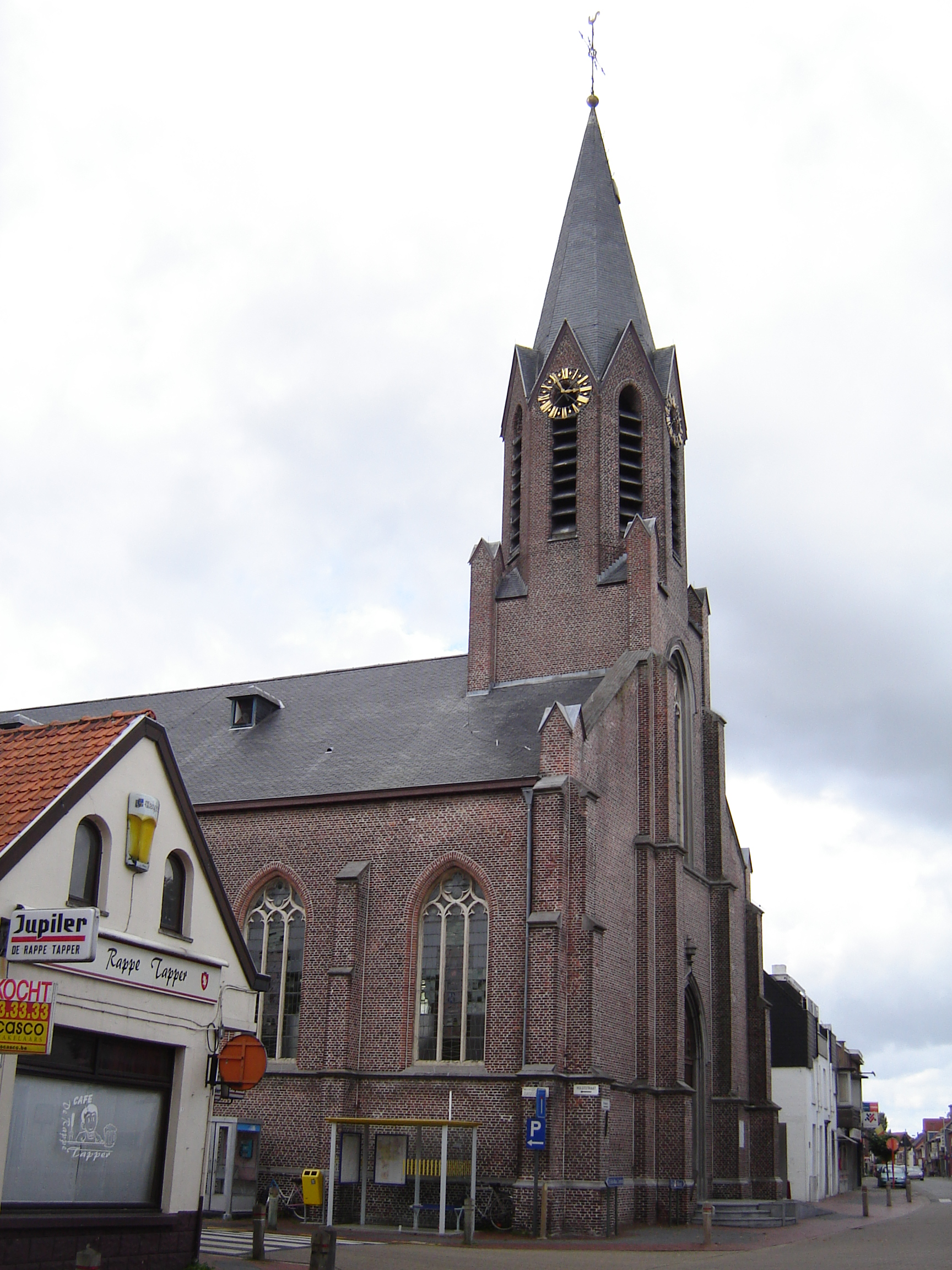
Centrum van De Klinge

## Geschiedenis

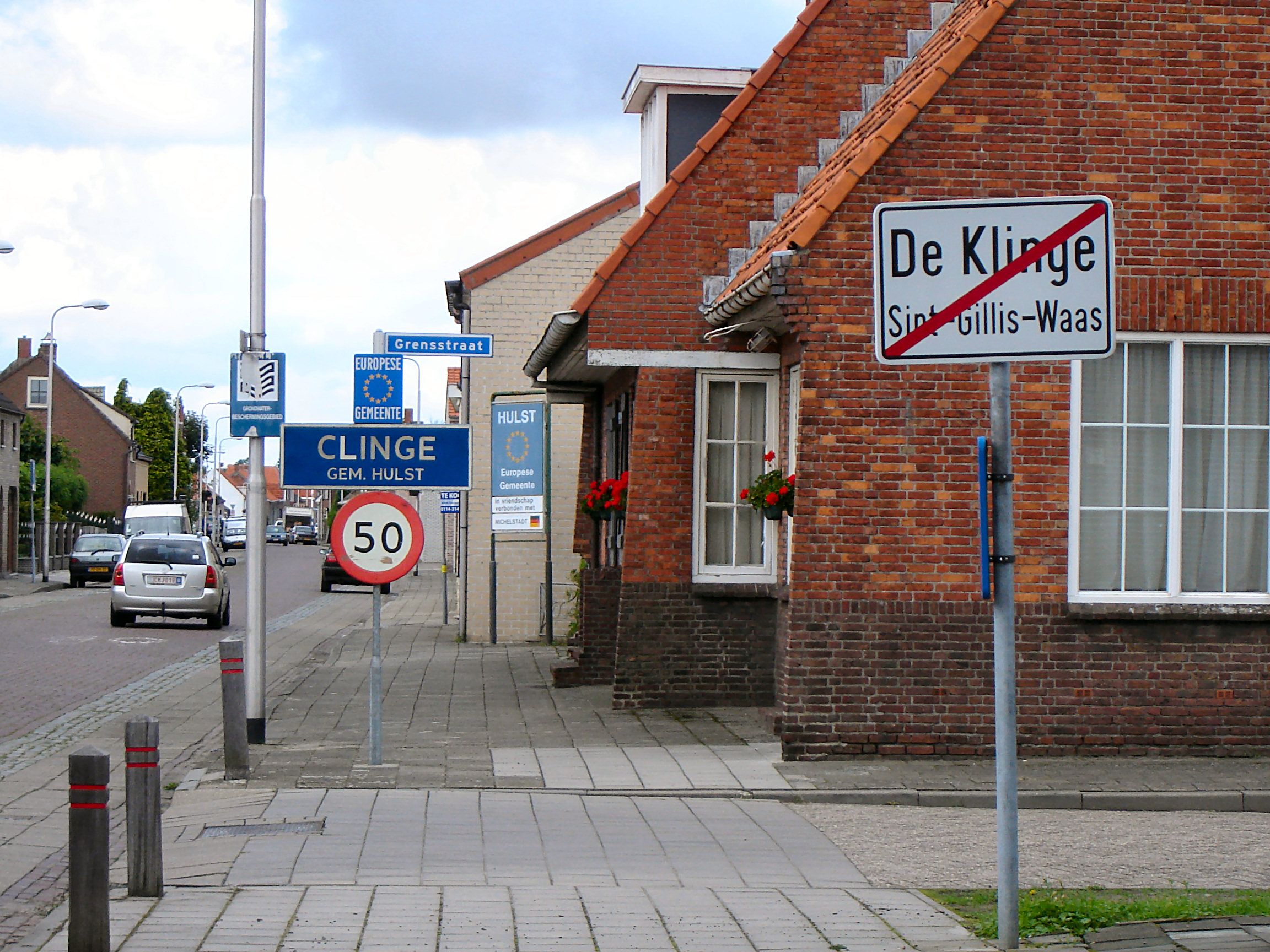
Grens met het Nederlandse Clinge

De Klinge is een gemeente die omstreeks 1200 in de middeleeuwen ontstond. De eerste naam waaronder de huidige gemeente bekend was is Dorpe. Later werd de naam omgevormd tot De Klinge. Deze naam betekent landduin of zandophoping na de ijstijd.
De binding met het Nederlandse Hulst leverde de naam van de hedendaagse Hulststraat op. Door het huidige waterwingebied lag een verbindingsweg tussen De Klinge en Hulst. Lange tijd gingen ook de inwoners van het Nederlandse Clinge naar de kerk in De Klinge.
Omstreeks de jaren 1600 verliep het grootste gedeelte van het vervoer via waterwegen. De Klinge werd door de Spanjaarden uitgekozen om het Fort Bedmar te bouwen. De huidige wijk Spaans Kwartier verwijst nog naar deze periode.
In de Franse tijd omstreeks 1795 voegde Napoleon de Belgische en Nederlandse plaatsen samen tot één gemeente. Ook hier eiste hij de boerenzonen op en betaalde alles wat hij kon gebruiken met waardeloze assignaten. De opstand die hieruit voortkwam werd ook hier gevolgd. Een zekere Macharius Reyns was medeleider van die opstand. Hij sneuvelde in 1798 in Sint-Niklaas.
Na de slag bij Waterloo in 1815 kwam De Klinge onder heerschappij van de Nederlanders. Toen Willem I vervangen werd door Leopold I en België onafhankelijkheid verwierf, kende men op De Klinge grote armoede. Velen leefden van de landbouw maar anderen gingen de blokmakerstiel beoefenen. Tijdens het bestuur van Leopold II werd er een groot station, een gemeenteschool en een gemeentehuis gebouwd. De gemeenteschool was gevestigd in de Kieldrechtstraat. Lange tijd was ze belangrijk voor de gemeente. Naast de school was ook de gevangenis gevestigd. Leopold II kende De Klinge als hij op doorreis naar Kieldrecht uitstapte en door het kleine Koningstraatje naar zijn bestemming gevoerd werd. Hij was een jager die bij een Duitse adellijke familie uit de polder gezelschap zocht.
Tijdens de Eerste Wereldoorlog lieten een tiental dorpsgenoten het leven in de Westhoek. Omdat Nederland neutraal bleef vluchtten vele Klingenaars naar de andere kant van de grens.
Het aantal landbouwers verminderde en velen gingen werken in Sint-Niklaas. Jongeren konden studeren en talrijke werken werden uitgevoerd. Het station en de quarantaine hadden hun functie verloren en werden tot puin herleid. Bij de fusie van gemeenten werd De Klinge gefusioneerd met Sint-Gillis-Waas.

## Demografische ontwikkeling
- Bronnen:NIS, Opm:1831 tot en met 1970=volkstellingen; 1976 = inwoneraantal op 31 december

## Bezienswaardigheden
- De neogotische Onze-Lieve-Vrouw-Hemelvaartkerk uit 1850.

Boven het altaar hangt de opneming van Maria door Gaspar de Crayer.
- Het voormalige Station De Klinge, tegenwoordig cultureel centrum De Klingspoor met informatie over de treinverbinding en het klompenmakersambacht.
- Dodendraad: Een reconstructie van de dodendraad die in de Eerste Wereldoorlog het vluchten van Belgen naar het neutrale Nederland moest tegengaan. Gevestigd aan de rand van de Clingse bossen.
- Het arduinen kruis voor Guillaume Jean Marie D'Hanens.

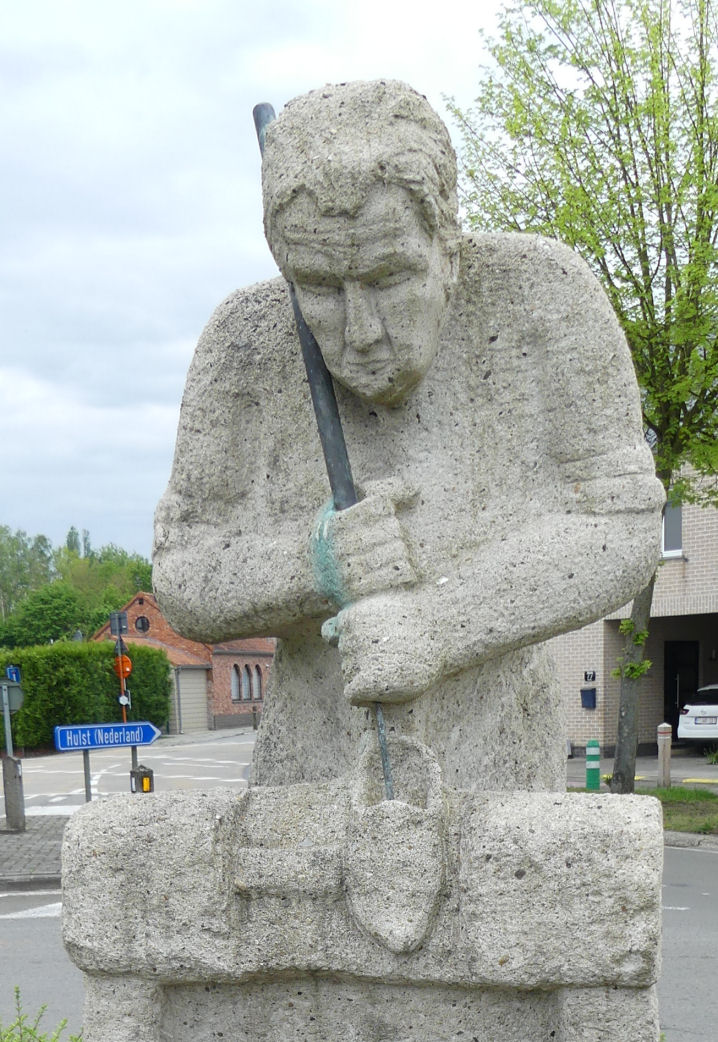
Beeld van de Klompenmakers.
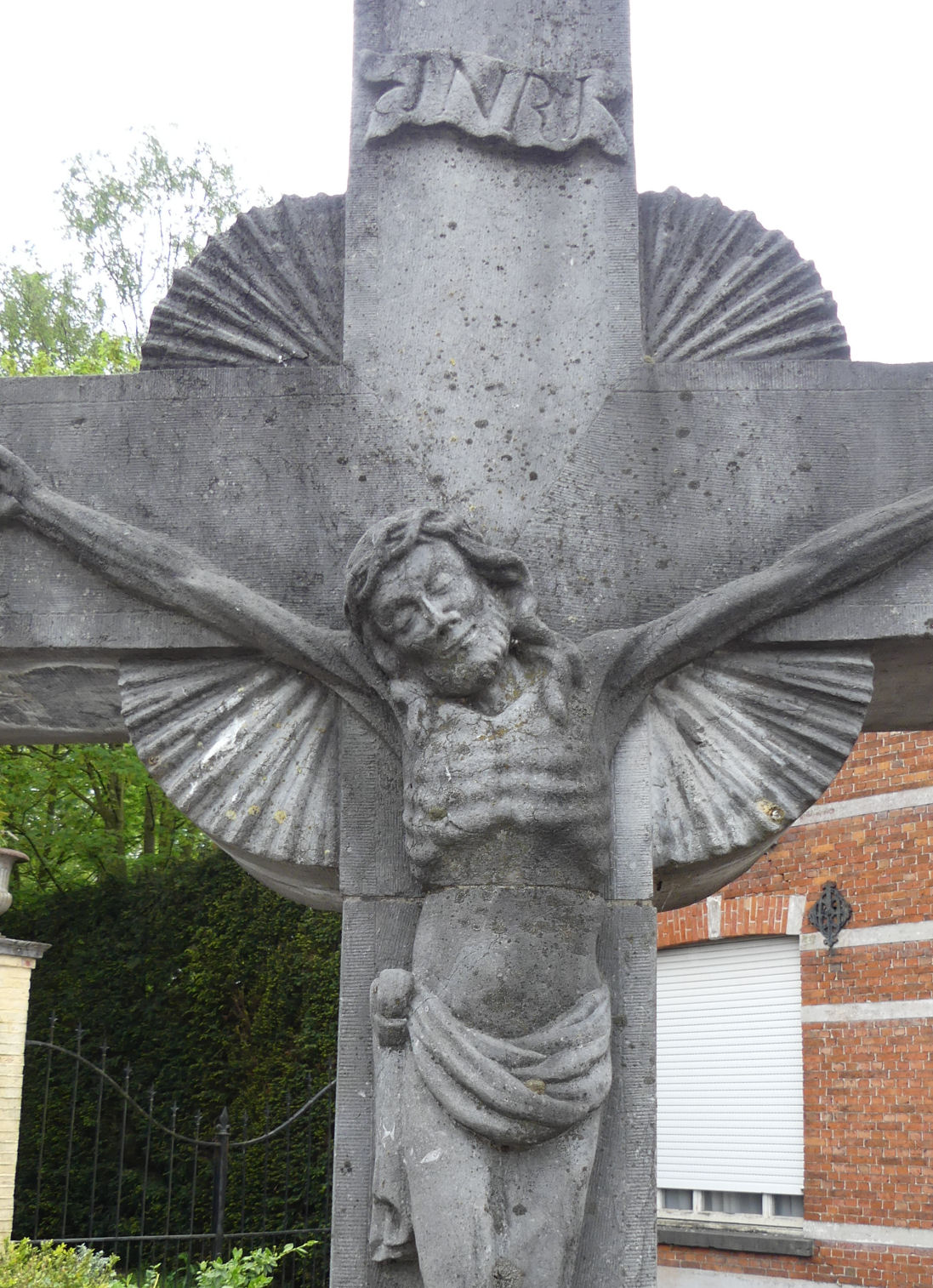
Arduinen kruis met Lachende Christus

## Natuur en landschap
De Klinge ligt aan de Belgisch-Nederlandse grens. Men vindt er de bossen van Zandig Vlaanderen, zoals het Stropersbos, en ook Scheldepolders met kreken zoals het Saleghem Krekengebied. De hoogte loopt op tot 5 meter. De Klinge wordt gerekend tot het Waasland.

## Politiek
De Klinge had een eigen gemeentebestuur en burgemeester tot de fusie van 1977. Burgemeesters waren:
- 1830-1869 : Jan Frans Van Hove
- 1921-1926 : Pierre Laureys
- 1926-1932 : A.J. De Valck
- 1932-1936 : A. Van Havermaet
- 1936-1938 : Kamiel Van Goeye (plaatsvervangend na overlijden Van Havermaet)
- 1938-1941 : Kamiel Van Goeye
- 1941-1944 : Karel-Lodewijk Maes (oorlogsburgemeester)
- 1944-? : Kamiel Van Goeye
- ? - 1961 : Petrus-Franciscus Pieters
- 1961-1969 : Jan Henderickx

## Verkeer en vervoer
Langs De Klinge loopt de fietssnelweg F411.

## Nabijgelegen kernen
Clinge, Meerdonk, Hellestraat, Kieldrecht